# Ryan O'Shaughnessy
Ryan O'Shaughnessy (født 27. september 1992) er en Irsk sanger-sangskriver og tidligere skuespiller som repræsenterede Irland ved Eurovision Song Contest 2018 med sangen "Together". han opnåede en 16. plads i den europæiske sangkonkurrence.